# Joe Turner (Jazzpianist)
Joseph H. „Joe“ Turner (* 3. November 1907 in Baltimore, Maryland; † 21. Juli 1990 in Paris) war ein US-amerikanischer Jazzpianist und Sänger.

## Leben und Wirken
Joe Turner wurde bekannt, als er in der New Yorker Jazzszene der 1920er Jahre als Stride-Pianist auftrat und mit Jimmy Harrison und June Clark arbeitete; 1928 gehörte er der Band von Benny Carter an, in den 30er Jahren begleitete auch er die Sängerin Adelaide Hall und spielte mit Louis Armstrong. Ende der 30er arbeitete er in Europa; bei Ausbruch des Zweiten Weltkriegs kehrte er in die Vereinigten Staaten zurück und leistete seinen Militärdienst ab. Nach Kriegsende arbeitete er erneut in Europa und gastierte in den 1950er Jahren mit Bill Coleman und Albert Nicholas auch in Deutschland. Er lebte zunächst in Ungarn, dann in der Schweiz und zuletzt ab 1962 in Paris. In den 70ern entstanden Aufnahmen mit Slam Stewart, Jo Jones und Panama Francis für das Label Black & Blue; in den 1980er Jahren nahm er erneut für verschiedene amerikanische Plattenfirmen auf und hatte in seinem Heimatland einige Auftritte.
Joe Turner, der als einer der angesehensten Harlemer Stride-Pianisten im Stile von Fats Waller und James P. Johnson gilt, meinte im Gespräch mit Nat Hentoff und Nat Shapiro: „Benny Carter sagte zu mir: ‚Wenn du nach Toledo kommst, dann geh da nirgendwo hin und spiele Klavier. Da kenn ich nämlich einen, der ist blind und heißt Art Tatum, und dem kannst du nicht das Wasser reichen‘“.

## Diskographische Hinweise
- Sweet and Lovely (Vogue, 1952)
- The Giant of Stride Piano in Switzerland (Jazz Connaisseur, 1955–1959) mit Werner Dies, Curt Prina, Dennis Armitage, Sunny Lang, John Ward
- Stride by Stride, Vol. 1 (Solo Art, 1960)
- Joe Turner (Black & Blue, 1971–1974) mit Slam Stewart, Jo Jones und Panama Francis
- Another Epoch – Stride Piano (Pablo Records, 1975/1976)
- I Understand (Black & Blue, 1979)